# Mökki

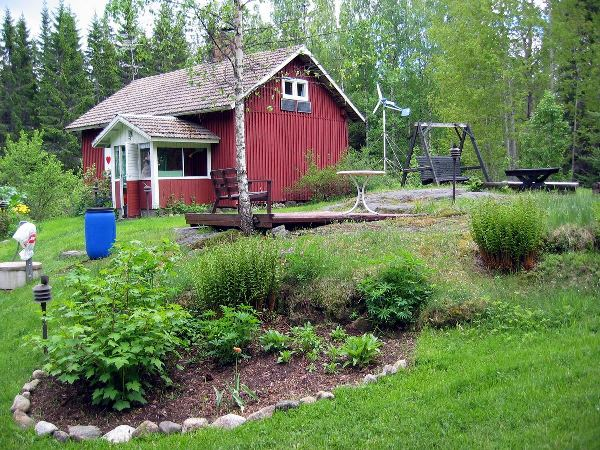
Typische Idylle: das rot gestrichene Ferienhaus

Ein Mökki (finn. mökki, schwed. stuga „Hütte“) ist ein typisch finnisches Ferienhaus. 
Es ist in der Regel aus Holz gebaut und mit einer Sauna ausgestattet. Traditionelle Mökkis sind in Blockbauweise gebaut, sehr einfach und entbehren jeglichen Komforts. Sie werden meist nur im Sommer bewohnt. Heutzutage werden jedoch auch luxuriöse Mökkis gebaut, die das ganze Jahr bewohnbar sind. Ein Mökki dient den Finnen zur Erholung, vor allem am Wochenende und in den Sommerferien. Die meisten Mökkis sind in ausreichend großem Abstand zum Nachbarn errichtet. Oft stehen die Hütten am Ufer eines Sees oder des Schärenmeers. Seit einigen Jahren gibt es vorgeschriebene Mindestabstände zum Ufer, um die Verschmutzung der Gewässer in Grenzen zu halten. 